# Antonio Colognese
Antonio Colognese (Montebelluna, 12 settembre 1907 – ...) è stato un calciatore italiano, di ruolo portiere.

## Carriera
Cresciuto nel Montebelluna, in seguito con la maglia del Padova prese parte al primo campionato di Serie A del 1929-1930, scendendo in campo in 11 occasioni, e disputò i due successivi tornei di Serie B.